# Мидрево
Ми́древо (болг. Мъдрево) — село в Разградській області Болгарії. Входить до складу общини Кубрат.

## Населення
За даними перепису населення 2011 року у селі проживали 779 осіб.
Національний склад населення села:
| Національність   | Кількість осіб | Відсоток |
| ---------------- | -------------- | -------- |
| турки            | 752            | 98,7%    |
| цигани           | 0              | 0%       |
| не визначились   | 7              | 0,9%     |
| Всього відповіли | 762            |          |

Розподіл населення за віком у 2011 році:
Динаміка населення:

## Відомі уродженці
В селі Мидрево народилась призерка чемпіонатів світу та Європи з боротьби — болгарська борчиня вільного стилю Тайбе Юсейн.